# Stanley Kwan
Stanley Kwan, chiń. 关锦鹏, właśc. Jinpang Guan (ur. 9 października 1957 w Hongkongu) – hongkoński reżyser i producent filmowy. Czołowy twórca kina z Hongkongu lat 80. i 90. XX w.

## Życiorys
Po ukończeniu studiów z komunikacji medialnej na Hong Kong Baptist University, znalazł zatrudnienie w telewizji TVB. Sukces odniósł już swoim fabularnym debiutem reżyserskim, którym były Kobiety (1985) z Chow Yun-fatem w roli głównej.
Kolejne filmy Kwana najczęściej poświęcone były wyrazistym postaciom kobiecym, które zmagają się z losem i szukają miłości. Takie właśnie były filmy Rouge (1987), Pełnia księżyca w Nowym Jorku (1989), Aktorka (1991), Czerwona róża, biała róża (1994) czy Wiekopomny żal (2005). Za film Przytul mnie mocno (1998) Kwan otrzymał Nagrodę im. Alfreda Bauera oraz Nagrodę Teddy Award na 48. MFF w Berlinie.
Kwan dokonał publicznego coming outu w 1996 w swoim filmie dokumentalnym, poświęconym roli seksualności i płci w kinie chińskojęzycznym. Pozostaje wciąż jednym z nielicznych twórców kina azjatyckiego, przyznających się otwarcie do swojej tożsamości homoseksualnej. Tematykę gejowską poruszył w swoim filmie Lan Yu (2001), zaprezentowanym w sekcji "Un Certain Regard" na 54. MFF w Cannes.